# Mansonia cerqueirai
Mansonia cerqueirai är en tvåvingeart som först beskrevs av Barreto och Antonio Xavier Pereira Coutinho 1944.  Mansonia cerqueirai ingår i släktet Mansonia och familjen stickmyggor. Inga underarter finns listade i Catalogue of Life.